# 许金和
许金和（1958年—），福建莆田人，汉族，中华人民共和国政治人物、第十一届全国人民代表大会福建地区代表。
加入民建。担任福建众和股份有限公司董事长。2008年起担任全国人大代表。